# قناة القلم
قناة القلم (بالفرنسية: Al Qalam TV) هي قناة تلفزيونية خاصة، عربية تونسية، تعتبر مقربة من حركة النهضة.

## الاسم
تستمد القناة اسمها من سورة القلم.

## تاريخ
ظهرت فكرة إنشاء القناة بمبادرة فردية من قبل محمد المدنيني بعد أسابيع قليلة من الثورة التونسية في 14 جانفي 2011، ثمّ سرعان ما ساند الفكرة ثلّة من الخبراء المحاسبين والمحامين ورجال التربية ورجال الأعمال 
في 14 يناير 2013 الموافق للذكرى الثانية للثورة، تم إطلاق القناة في بث تجريبي.

توقفت القناة في 15 يناير 2014.

## البرامج والمحتوى
تنشر القناة القيم الإسلامية والإنسانية «النبيلة» وتدعيمها بما تبثه من برامج متنوعة تغطي الجوانب الفكرية والعلمية والتربوية والثقافية والاجتماعية.
و هي متخصّصة في برامجها، فتجمع بين الطابع الاجتماعي والثقافي والترفيهي المفتوح على الفضاء العمومي وبين الطابع الفكري والشرعي والسياسي الموجه إلى المهتمين بالشأن العام.
معنية كذلك بصناعة الإبداع والإسهام في بناء ""ثقافة وطنية أصيلة وفية لمقومات الهوية العربية الإسلامية"" ومفتوحة على المستجدات الحضارية والتراث الإنساني الكوني.
و تقدم برامج متنوعة عن الثقافة والسياسة والتربية والمجتمع والاقتصاد والتاريخ والدين والدراما التلفزيونية والترفيه.

## مقالات ذات صلة
- البث التلفزي في تونس

## روابط خارجية
- الموقع الرسمي لقناة القلم